# Ndébélés
 (août 2012).
Cet article concerne les peuples Ndébélés. Pour leurs langues, voir ndébélé du Transvaal et ndébélé du Zimbabwe.
Les Ndébélés sont un peuple de l'Afrique du Sud du groupe des Ngunis. Ils vivent au nord-sud et à l'est de Pretoria ainsi qu'au Zimbabwe. Les Ndébélés se répartissent en deux nations distinctes :
- Les Ndébélés du Transvaal, dans la province de Limpopo, dans la région de Potgietersrus et Pietersburg ;
- Les Matabele du Zimbabwe.

## Ethnonymie
Ndebele signifie « ceux qui disparaissent sous leurs longs boucliers ».[réf. nécessaire]
Selon les sources, on observe plusieurs variantes : Amandebele, Matabele, Ndebeles, Tabele, Tebele.

## Historique

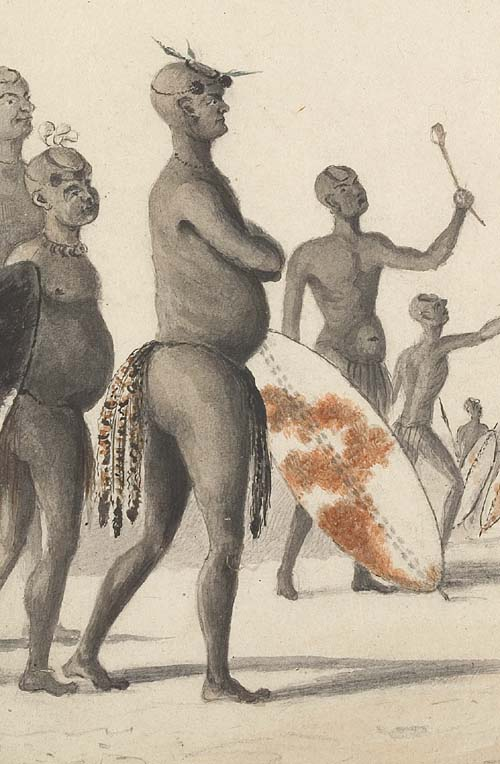
Le roi Mzilikazi.

Les Ndébélés sont originaires de la région du kwaZulu-Natal. En 1600, une tribu Nguni, dirigée par le chef Musi, immigra dans la région de la future Pretoria fondant alors la nation des « Ndebele Ndzundza » (appelés également Ndébélés du Transvaal).
Au XIXe siècle, le Natal est ravagé par les guerres du roi zoulou Shaka qui conduit au Mfecane. Au début des années 1820, c'est dans ce contexte qu'un petit groupe issu de la chefferie des Ndwandwe, rivale des Zoulous, fuit le Natal ensanglanté, pour fonder un royaume au nord des montagnes du Drakensberg sous l'autorité du roi Mzilikazi (1790-1868), chef du clan Xumalo (Khumalo) et ancien lieutenant du roi Shaka, entré en rébellion contre son monarque. Sur son passage, les troupes de Mzilikazi pillent, massacrent et assujettissent les populations locales. La réputation de Mzilikazi lui attire de nombreux guerriers qui rejoignirent son armée. Le centre du royaume fluctua au cours des décennies, se déplaçant de l'est à l'ouest du Transvaal. Ces populations se brassèrent formant les Ndébélés Khumalo (en nguni), également appelés Mthwakazi ou Matabele (en sotho-tswana).
Fuyant ensuite la progression des Boers et des Voortrekkers (bataille de Vegkop), les Ndébélés du roi Mzilikazi franchirent le fleuve Limpopo en 1837, poussèrent jusque dans l'actuelle Zambie avant d'être refoulés et de s’établir définitivement dans le Sud-Ouest de l’actuel Zimbabwe vers 1840, dans la région des monts Matobo (« les crânes chauves »). Ses troupes assujettissent alors les tribus locales shonas et imposent le mode de vie ndébélé aux quatre coins de l'empire du Matabeleland d'où Mzilikazi parvient à repousser les Boers entre 1847 et 1851, avant de signer avec eux un accord de paix et de reconnaissance mutuelle en 1852.
Quant aux Ndébélés du Transvaal, ils se distinguèrent entre ceux du nord qui s'assimilèrent aux Sothos et ceux du Sud, restés ethniquement distincts.

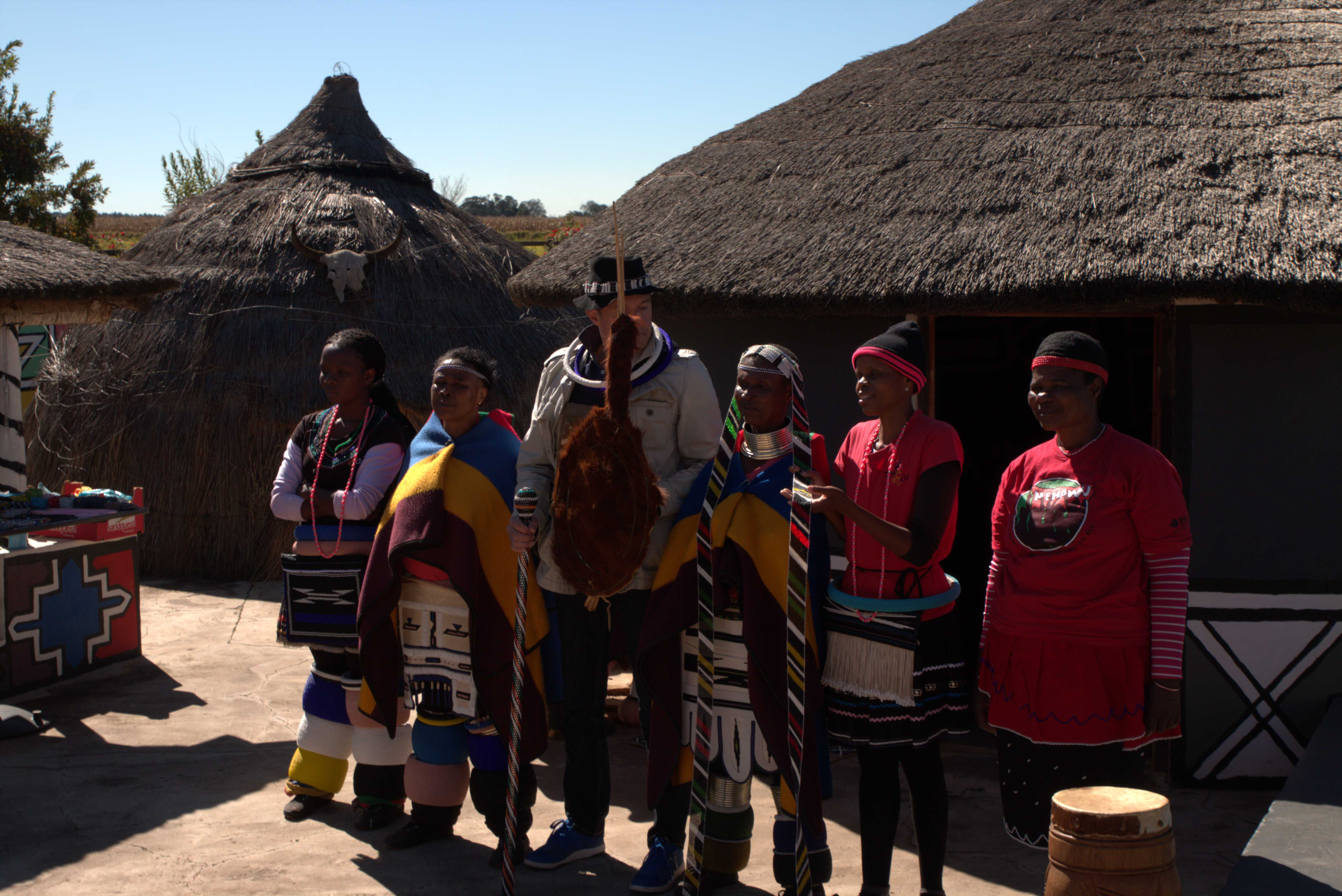
Grand-Chef Ndébélé.

Au XXe siècle, dans le cadre de la politique d'apartheid, les Ndébélés du Transvaal-Sud furent cantonnés dans un bantoustan autonome qui leur fut dédié, appelé KwaNdebele alors que ceux du Nord furent rassemblés avec les Sothos dans le bantoustan autonome du Lebowa.
De 1983 à 1988, la région du Matabeleland fut le théâtre d'une quasi guerre civile entre les Matabélés de Joshua Nkomo et les troupes gouvernementales du Zimbabwe du premier ministre Robert Mugabe.
En 2017, un nouveau grand-chef Ndébélé a été intronisé à l'occasion d'une cérémonie en mémoire des victimes de la tribu.

## Arts

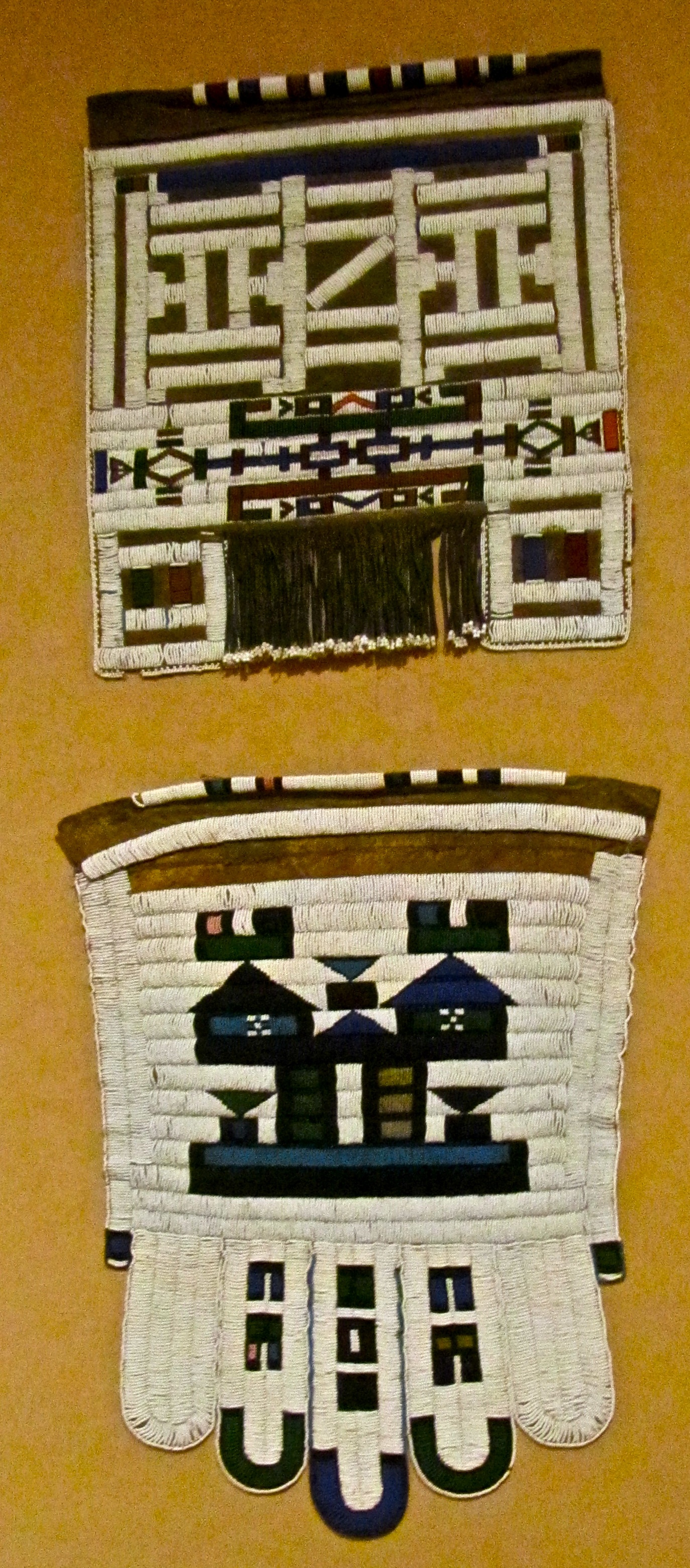
Tabliers ndébélé
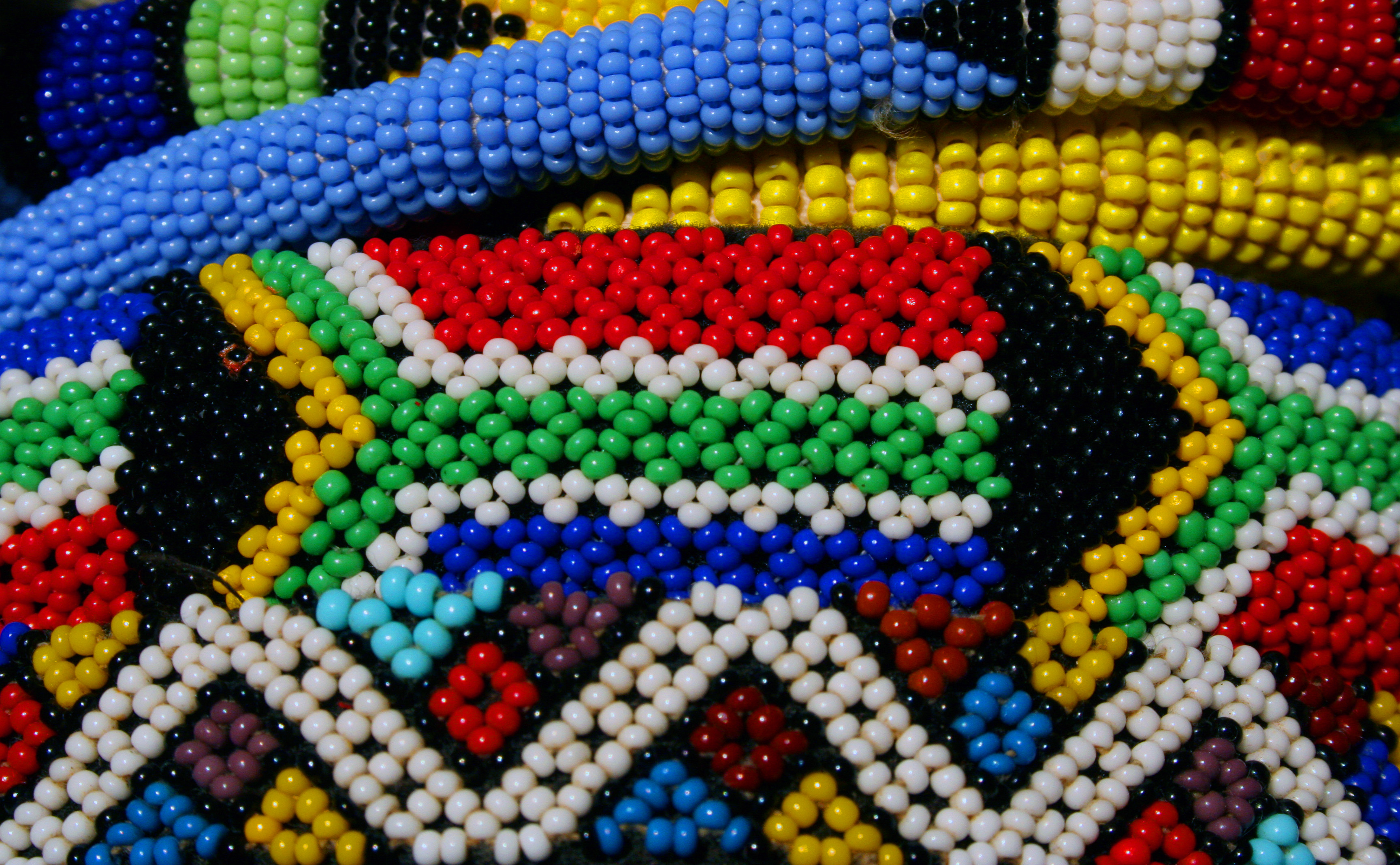
Bijoux ndébélé
Ester Mahlangu
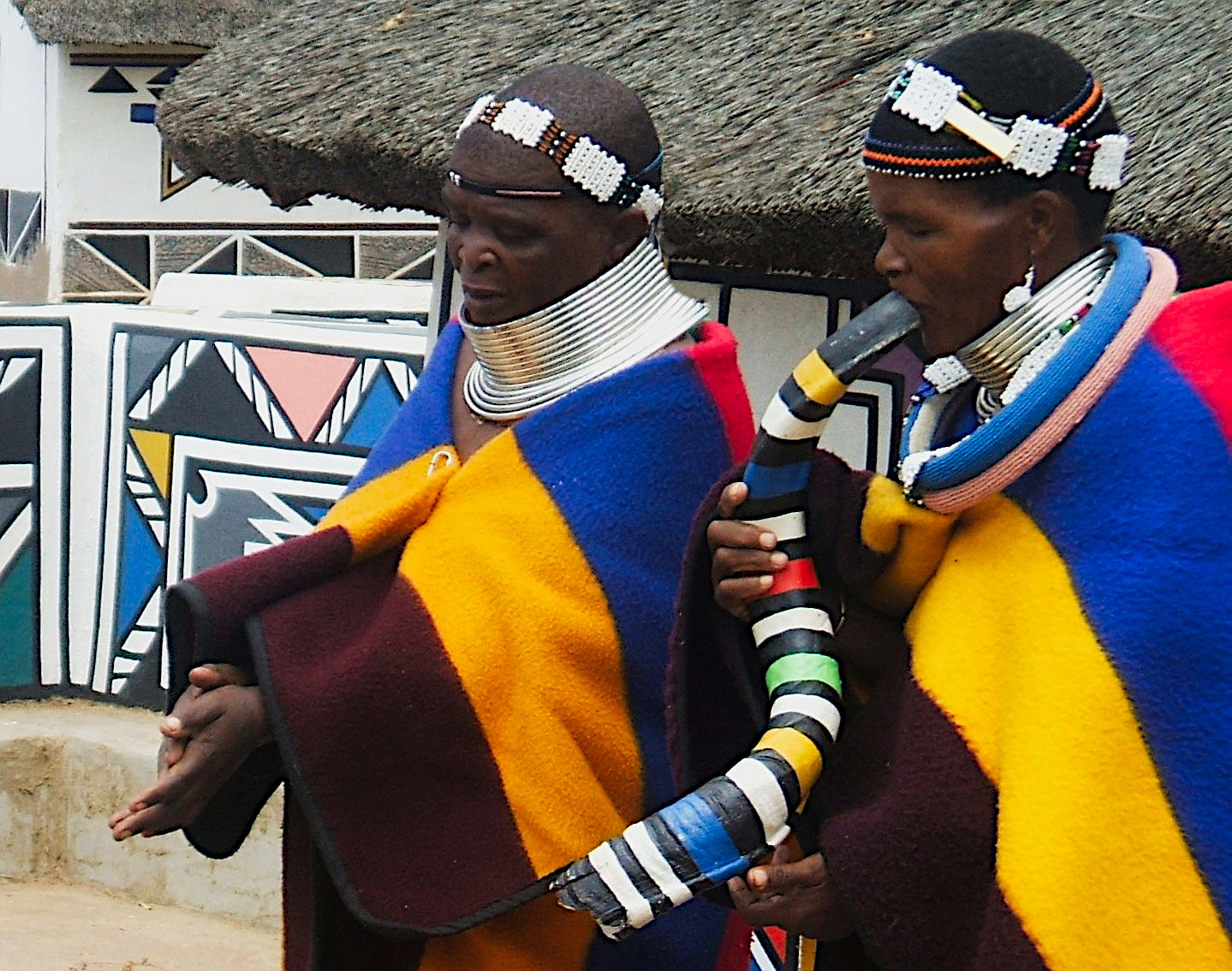
Musiciennes ndébélé

Fortement influencés par leurs voisins sotho, les Ndbélés du Transvaal ont développé une forme d'art reconnu au niveau international. Chaque maison ndébélé est décorée de motifs géométriques aux couleurs vives. Dans une société jusqu'à présent polygame, l'apprêt et la peinture des façades en torchis des maisons ndébélés est de la seule responsabilité des épouses.

Les femmes portent des parures pouvant atteindre 25 kg. Les anneaux de cuivre perlés s'empilent autour du cou et de la taille, leur nombre correspondant à la réputation de la santé sexuelle de l'époux.
Esther Mahlangu, née en 1935 dans l'ancienne province du Transvaal (Afrique du Sud), est une artiste emblématique sud-africaine de culture ndébélé. Elle est connue pour ses peintures contemporaines, à grande échelle, dans un style géométrique faisant référence à cet héritage.

### Filmographie
- Ndebele, la lignée des rois, film documentaire de Dominique Roberjot, France, 2006, 55'.